# Phaeographina
Phaeographina is een geslacht in de familie Graphidaceae. De typesoort is de soort Phaeographina prosiliens. Die soort is later hernoemd Thecographa prosiliens.

## Soorten
Volgens Index Fungorum bevat het geslacht 131 soorten (peildatum december 2021):
| Soortnaam                       | Auteur(s)                      | Publicatiejaar |
| ------------------------------- | ------------------------------ | -------------- |
| Phaeographina alata             | C.W. Dodge                     | 1953           |
| Phaeographina albidolivens      | (Vain.) Herre                  | 1957           |
| Phaeographina albogranulifera   | M. Nakan., Kashiw. & K.H. Moon | 2002           |
| Phaeographina alcicornis        | Redinger                       |                |
| Phaeographina alutacea          | Zahlbr.                        | 1931           |
| Phaeographina atrolabiata       | Redinger                       | 1934           |
| Phaeographina atrovermicularis  | M. Wirth & Hale                | 1978           |
| Phaeographina balfourii         | (Müll. Arg.) Müll. Arg.        | 1888           |
| Phaeographina basaltica         | (Kremp.) Müll. Arg.            | 1882           |
| Phaeographina buxi              | Etayo                          | 1993           |
| Phaeographina caesiolabiata     | (Vain.) Zahlbr.                | 1923           |
| Phaeographina caesiopruinosa    | (Fée) Müll. Arg.               | 1887           |
| Phaeographina caesiopruinosella | Fink                           | 1927           |
| Phaeographina callospora        | Zahlbr.                        | 1933           |
| Phaeographina canarensis        | Patw. & C.R. Kulk.             | 1979           |
| Phaeographina celata            | A.W. Archer                    | 2004           |
| Phaeographina chilena           | Zahlbr.                        | 1931           |
| Phaeographina chondrina         | Redinger                       |                |
| Phaeographina cirrhata          | (Stirt.) Zahlbr.               | 1923           |
| Phaeographina commaculans       | (Vain.) Zahlbr.                | 1923           |
| Phaeographina confluens         | (Fée) Müll. Arg.               | 1888           |
| Phaeographina confraga          | (Kremp.) Müll. Arg.            | 1894           |
| Phaeographina contexta          | (Pers.) Müll. Arg.             | 1888           |
| Phaeographina coorgiana         | Patw. & C.R. Kulk.             | 1979           |
| Phaeographina coriaria          | M. Wirth & Hale                | 1978           |
| Phaeographina crassa            | (Fée) Müll. Arg.               | 1882           |
| Phaeographina crenulata         | (Mont. & Bosch) Zahlbr.        | 1928           |
| Phaeographina cryptica          | Zahlbr.                        | 1932           |
| Phaeographina cumingii          | (Vain.) Redinger               | 1936           |
| Phaeographina deducta           | (Vain.) Zahlbr.                | 1923           |
| Phaeographina deightonii        | C.W. Dodge                     | 1953           |
| Phaeographina difformis         | Fink                           | 1927           |
| Phaeographina echinocarpica     | A.W. Archer & Elix             | 1999           |
| Phaeographina elliottii         | (Vain.) Zahlbr.                | 1923           |
| Phaeographina elliptica         | M. Wirth & Hale                | 1963           |
| Phaeographina excellens         | (Nyl.) Zahlbr.                 | 1923           |
| Phaeographina exilior           | (Vain.) Zahlbr.                | 1923           |
| Phaeographina exilis            | (Fée) Müll. Arg.               | 1887           |
| Phaeographina exserta           | (Nyl.) Müll. Arg.              | 1882           |
| Phaeographina exsertissima      | (Vain.) Zahlbr.                | 1923           |
| Phaeographina flexuosa          | Müll. Arg.                     | 1895           |
| Phaeographina fukiensis         | Zahlbr.                        | 1930           |
| Phaeographina fuscescens        | A.W. Archer                    | 2001           |
| Phaeographina galactina         | (Leight.) Patw. & Makhija      | 1978           |
| Phaeographina granulans         | Zahlbr.                        | 1932           |
| Phaeographina grisea            | (Nyl.) Zahlbr.                 | 1923           |
| Phaeographina halei             | Patw. & C.R. Kulk.             | 1979           |
| Phaeographina heterocarpa       | (Nyl.) Zahlbr.                 | 1923           |
| Phaeographina heterocarpoides   | (Nyl.) Zahlbr.                 | 1923           |
| Phaeographina hossei            | Räsänen                        | 1944           |
| Phaeographina includens         | (Vain.) Zahlbr.                | 1923           |
| Phaeographina innata            | C.W. Dodge                     | 1953           |
| Phaeographina intercedens       | Müll. Arg.                     | 1888           |
| Phaeographina internigricans    | (Nyl.) Zahlbr.                 | 1923           |
| Phaeographina intricatissima    | Müll. Arg.                     | 1882           |
| Phaeographina irregularis       | (Fée) Müll. Arg.               | 1887           |
| Phaeographina isidiosa          | (Vain.) Zahlbr.                | 1923           |
| Phaeographina jambosae          | Zahlbr.                        | 1928           |
| Phaeographina junghuhnii        | Zahlbr.                        | 1928           |
| Phaeographina kendariensis      | Redinger                       | 1933           |
| Phaeographina lamii             | Redinger                       | 1936           |
| Phaeographina leptotremoides    | C.W. Dodge                     | 1953           |
| Phaeographina leucographa       | (Nyl.) Müll. Arg.              |                |
| Phaeographina leucophora        | (Nyl.) C.W. Dodge              | 1953           |
| Phaeographina limbata           | Müll. Arg.                     | 1895           |
| Phaeographina lutescens         | (Fée) Zahlbr.                  | 1927           |
| Phaeographina macrospora        | (Zahlbr.) M. Nakan.            | 1967           |
| Phaeographina megalospora       | A.W. Archer                    | 2002           |
| Phaeographina mesographa        | (Nyl.) Müll. Arg.              | 1888           |
| Phaeographina montiscalvi       | A.W. Archer                    | 2001           |
| Phaeographina mosenii           | Redinger                       | 1934           |
| Phaeographina mozambica         | (Vain.) Zahlbr.                | 1939           |
| Phaeographina myriogloena       | Müll. Arg.                     | 1886           |
| Phaeographina nakanishii        | Patw. & Nagarkar               | 1979           |
| Phaeographina negrosensis       | Herre                          | 1957           |
| Phaeographina neotricosa        | Redinger                       |                |
| Phaeographina nepalensis        | D.D. Awasthi & Kr.P. Singh     | 1974           |
| Phaeographina nilgiriensis      | Kr.P. Singh & D.D. Awasthi     | 1979           |
| Phaeographina nitidescens       | Fink                           | 1927           |
| Phaeographina noralboradians    | Patw. & C.R. Kulk.             | 1979           |
| Phaeographina nornotatica       | A.W. Archer & Elix             |                |
| Phaeographina obfirmata         | (Nyl.) Zahlbr.                 | 1923           |
| Phaeographina ochracea          | (Hepp) Müll. Arg.              | 1892           |
| Phaeographina ochrodisca        | Zahlbr.                        | 1928           |
| Phaeographina ornata            | Müll. Arg.                     | 1886           |
| Phaeographina oxalifera         | Redinger                       | 1934           |
| Phaeographina pachnodes         | (Fée) Müll. Arg.               | 1887           |
| Phaeographina paucilocularis    | Müll. Arg.                     | 1893           |
| Phaeographina perrigida         | (Vain.) Zahlbr.                | 1923           |
| Phaeographina persimilis        | (Vain.) Zahlbr.                | 1923           |
| Phaeographina pezizoidea        | (Ach.) Müll. Arg.              | 1887           |
| Phaeographina phlyctidiformis   | Müll. Arg.                     | 1892           |
| Phaeographina platycarpa        | Müll. Arg.                     |                |
| Phaeographina platygrammodes    | C.W. Dodge                     | 1964           |
| Phaeographina platypoda         | Zahlbr.                        | 1927           |
| Phaeographina plurifera         | (Nyl.) Fink                    | 1935           |
| Phaeographina pluvisilvarum     | Zahlbr.                        | 1930           |
| Phaeographina polymorpha        | (Fée) Zahlbr.                  | 1923           |
| Phaeographina punctiformis      | (Eschw.) Müll. Arg.            |                |
| Phaeographina regnelliana       | Redinger                       | 1934           |
| Phaeographina reticulata        | (Fée) Müll. Arg.               | 1882           |
| Phaeographina rhabdocarpa       | (Müll. Arg.) Redinger          | 1934           |
| Phaeographina rissoensis        | Redinger                       | 1934           |
| Phaeographina rugulosa          | Zahlbr.                        | 1923           |
| Phaeographina schizoloma        | (Müll. Arg.) Müll. Arg.        |                |
| Phaeographina schmidtii         | (Vain.) Zahlbr.                | 1923           |
| Phaeographina scriptitata       | C.W. Dodge                     | 1953           |
| Phaeographina serograpta        | (Spreng.) Müll. Arg.           | 1888           |
| Phaeographina sorediella        | (Müll. Arg.) C.W. Dodge        | 1964           |
| Phaeographina sprucei           | (Leight.) Zahlbr.              | 1923           |
| Phaeographina stramineoglauca   | (Vain.) Zahlbr.                | 1923           |
| Phaeographina strigops          | M. Wirth & Hale                | 1963           |
| Phaeographina striolata         | (Zahlbr.) C.W. Dodge           | 1964           |
| Phaeographina subcalyptica      | Redinger                       | 1934           |
| Phaeographina subfarinacea      | (Nyl.) Zahlbr.                 | 1923           |
| Phaeographina subrigida         | (Nyl.) Zahlbr.                 | 1923           |
| Phaeographina subsordida        | Müll. Arg.                     | 1887           |
| Phaeographina sundaica          | Zahlbr.                        | 1923           |
| Phaeographina thelographa       | Müll. Arg.                     | 1887           |
| Phaeographina thelographis      | Müll. Arg.                     | 1894           |
| Phaeographina torquata          | Müll. Arg.                     | 1891           |
| Phaeographina torquescens       | (Nyl.) Redinger                | 1936           |
| Phaeographina toxopaei          | Zahlbr.                        | 1931           |
| Phaeographina trabeata          | (Vain.) Zahlbr.                | 1923           |
| Phaeographina transcendens      | Zahlbr.                        | 1928           |
| Phaeographina turgida           | (Fée) Müll. Arg.               | 1887           |
| Phaeographina valida            | Zahlbr.                        | 1933           |
| Phaeographina vanuatuensis      | M. Nakan., Kashiw. & K.H. Moon | 2002           |
| Phaeographina varians           | (Nyl.) Zahlbr.                 | 1923           |
| Phaeographina wattiana          | Müll. Arg.                     | 1892           |
| Phaeographina wilsonii          | A.W. Archer                    | 2001           |